# Emický a etický
Emický a etický (angl. emic a etic – nezaměňovat s etikou, angl. ethic!) je dvojice pojmů, jimiž se ve společenských vědách někdy označují dva odlišné přístupy ke zkoumání a popisu:
- etický je popis z hlediska (vnějšího) pozorovatele a objektivizující vědy, jež hledá společné a nebere důsledně ohled na kulturní, společenské či jazykové odlišnosti zkoumané společnosti;
- emický je popis, vycházející z kategorií a představ aktérů jednání, příslušníků daného společenství, z jejich vlastního chápání a rozlišování. Je tedy závislý na kontextu dané kultury.

## Původ
Strukturalistická lingvistika (N. S. Trubeckoj) rozlišila na základní hláskové úrovni jazyka dvojí možný pohled:
- fonetický jako objektivní popis zvuků a artikulací, jichž mluvčí určitého jazyka při komunikaci užívají a
- fonemický či fonologický jako zkoumání fonémů, tj. zvukových nositelů významu, při němž nejde o povahu různých zvuků a artikulací jako takových, nýbrž o to, které v daném jazyce rozlišují mezi dvěma slovy a jsou tedy nositeli významu.[1]

Tak hlásky "d" a "s" rozlišují mezi slovy "důl" a "sůl" a jsou tedy v češtině fonémy; zatímco čeština rozlišuje fonémy „l“ a „r“, japonština oba zvuky nerozlišuje a pokládá za tentýž foném. Naopak různé hlásky čeština považuje za shodné fonémy např. v případě spodoby (změny znělosti: lev [vysl. lef], lva), ale i foneticky různé samohlásky (dům, domu) při shodném významu.
Americký lingvista K. Pike si všiml, že podobné rozlišení má smysl i mimo oblast jazyka a navrhl tedy, aby se z označení fon-etický a fon-emický vynechala první část (z řeckého fóné, hlas, zvuk); tak vznikla málo intuitivní označení „emický“ a „etický“.

## Použití
Tento návrh pak rozpracovali antropologové W. Goodenough a hlavně Marvin Harris, díky němuž se zejména pojem „emický“ v etnografii, v antropologii, v sociologii a dalších užívá. O emickém principu se hovoří všude tam, kde je k pochopení a popisu nějakého jevu třeba vycházet z „domorodých kategorií“ (folk category), z porozumění samých aktérů popisované skutečnosti. Takové „domorodé“ kategorie mají i příslušníci různých společenských, národních, profesních, náboženských a pod. skupin ve společnostech. Významné jsou zejména ty, jimiž se menšiny odlišují od většinové společnosti; tak do kategorie „jedlých zvířat“ pro Evropany většinou nepatří pes a často ani kůň, kdežto pro židovské a islámské věřící vepř a podobně.
Objektivizující popis může sice být o tyto „domorodé“ významy chudší, zato ale dovoluje srovnávat.